# Nikopolis ad Istrum

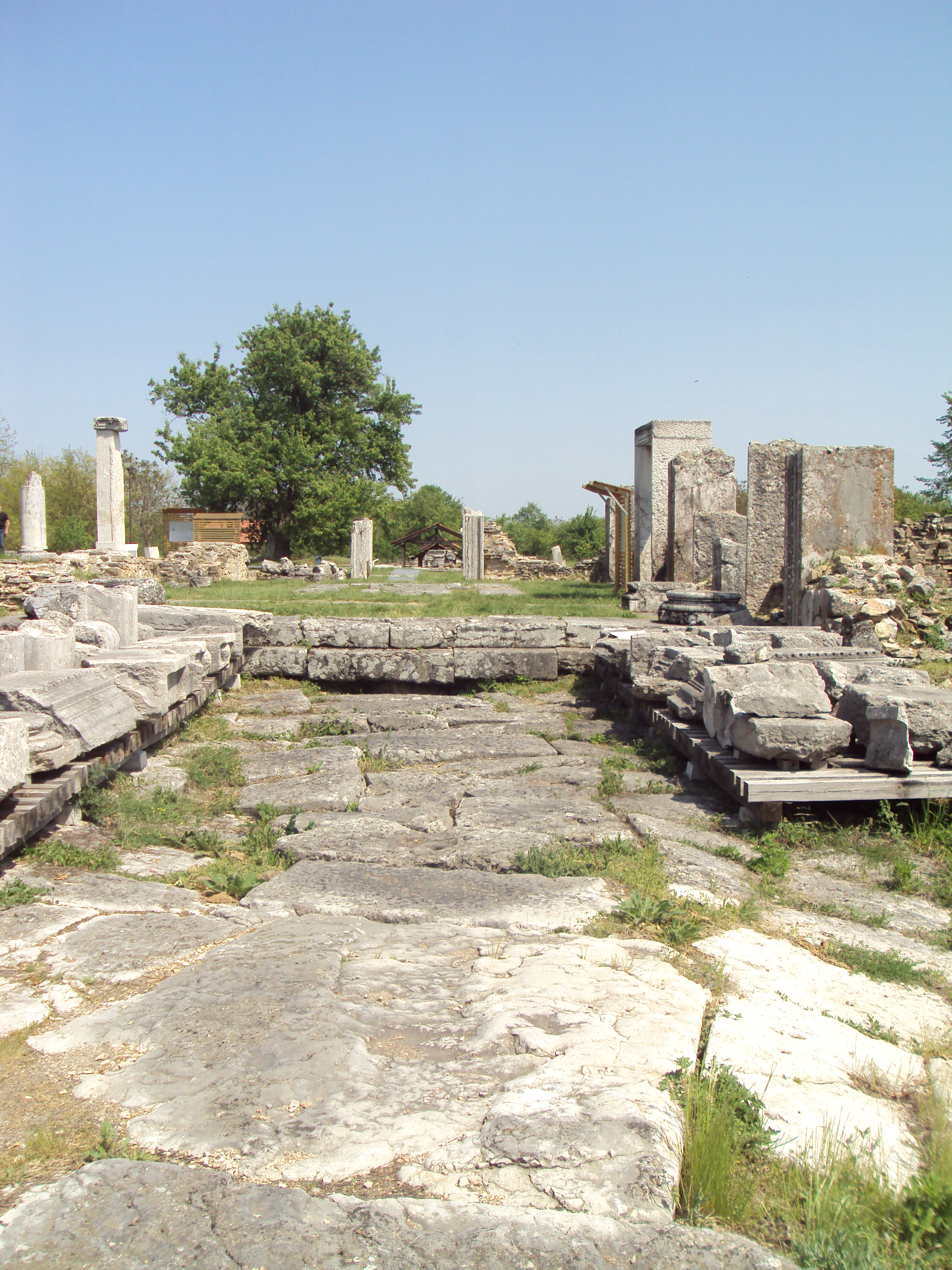
Ruiny miasta Nikopolis ad Istrum

Nikopolis ad Istrum – miasto w starożytnym Rzymie. W późniejszych latach należało do Cesarstwa Bizantyńskiego. Jego ruiny znajdują się w wiosce Nikyup. Miasto znajdowało się u zbiegu rzek Jantra oraz Rosica. W 1984 roku zostało wpisane na listę informacyjną UNESCO.

## Historia
Nikopolis ad Istrum zostało założone na początku II wieku, przez cesarza rzymskiego Trajana. W 170 roku miasto zostało splądrowane przez Kostobóków, a w 447 roku zostało zniszczone przez Hunów.
W 250 roku miała tutaj miejsce bitwa pod Nikopolis ad Istrum.